# 패망선
패망선은 패망을 자초하는 선이란 뜻으로, 바둑판의 궤선 중 제2선을 이르는 별칭이다.